# Copa América 2004 (soupisky)
Soupisky na Copa América 2004, která se hrála v Peru.
| Zlato               | Stříbro              | Bronz              |
| ------------------- | -------------------- | ------------------ |
| Brazílie • Soupiska | Argentina • Soupiska | Uruguay • Soupiska |

## Skupina A

### Bolívie
Hlavní trenér:  Ramiro Blacut
| Jméno                 | Datum narození | Datum úmrtí | Klub                      |
| Brankáři              | Brankáři       | Brankáři    | Brankáři                  |
| --------------------- | -------------- | ----------- | ------------------------- |
| José Carlos Fernández | 24.1.1971      |             | Club Bolívar              |
| Sergio Galarza        | 25.8.1975      |             | CD Jorge Wilstermann      |
| Leonardo Fernández    | 13.3.1974      |             | CA Chacarita Juniors      |
| Obránci               |                |             |                           |
| Miguel Ángel Hoyos    | 11.3.1981      |             | CD Oriente Petrolero      |
| Sergio Jáuregui       | 13.3.1985      |             | Club Blooming             |
| Lorgio Álvarez        | 29.6.1978      |             | CD Oriente Petrolero      |
| Ronald Arana          | 18.1.1977      |             | CD Oriente Petrolero      |
| Hermán Solíz          | 14.7.1982      |             | Club The Strongest        |
| Ronald Raldes         | 20.4.1981      |             | Rosario Central           |
| Juan Carlos Sánchez   | 1.3.1985       |             | Club Aurora               |
| Záložníci             |                |             |                           |
| Luis Cristaldo -      | 31.8.1969      |             | Club The Strongest        |
| Rubén Tufiño          | 9.1.1970       |             | Club Bolívar              |
| Limberg Gutiérrez     | 19.11.1977     |             | Club Bolívar              |
| Wálter Flores         | 29.10.1978     |             | CD San José               |
| Límbert Pizarro       | 4.4.1979       |             | Club Bolívar              |
| Gonzalo Galindo       | 20.10.1974     |             | Club Bolívar              |
| Útočníci              |                |             |                           |
| Richard Rojas         | 22.2.1975      |             | Club The Strongest        |
| Miguel Mercado        | 20.8.1975      |             | Club Bolívar              |
| Roger Suárez          | 2.4.1977       |             | Club Bolívar              |
| Juan Carlos Arce      | 10.4.1985      |             | CD Oriente Petrolero      |
| Getulio Vaca          | 24.1.1984      |             | Club Blooming             |
| Joaquín Botero        | 10.12.1977     |             | Club Universidad Nacional |

### Kolumbie
Hlavní trenér:  Reinaldo Rueda
| Jméno               | Datum narození | Datum úmrtí | Klub                   |
| Brankáři            | Brankáři       | Brankáři    | Brankáři               |
| ------------------- | -------------- | ----------- | ---------------------- |
| Juan Carlos Henao - | 30.12.1971     |             | Once Caldas            |
| Bréiner Castillo    | 5.5.1978       |             | Deportivo Cali         |
| Obránci             |                |             |                        |
| Andrés González     | 8.1.1984       |             | América de Cali        |
| Jesús Sinisterra    | 9.12.1975      |             | Arminia Bielefeld      |
| Andrés Orozco       | 24.1.1971      |             | Racing Club            |
| Arley Dinas         | 16.5.1974      |             | Deportes Tolima        |
| Gustavo Victoria    | 14.5.1980      |             | Çaykur Rizespor        |
| Hayder Palacio      | 22.7.1979      |             | Atlético Junior        |
| Gonzalo Martínez    | 30.11.1975     |             | SSC Neapol             |
| Záložníci           |                |             |                        |
| Jaime Castrillón    | 5.4.1983       |             | Independiente Medellín |
| Óscar Díaz          | 6.6.1972       |             | Deportivo Cali         |
| David Ferreira      | 9.8.1979       |             | América de Cali        |
| Neider Morantes     | 3.8.1975       |             | Independiente Medellín |
| Jhon Viáfara        | 27.10.1978     |             | Once Caldas            |
| Jairo Patiño        | 5.4.1978       |             | CA Newell's Old Boys   |
| Abel Aguilar        | 6.1.1985       |             | Deportivo Cali         |
| José Amaya          | 16.7.1980      |             | Atlético Junior        |
| Útočníci            |                |             |                        |
| Tressor Moreno      | 11.1.1979      |             | Deportivo Cali         |
| Sergio Herrera      | 15.3.1981      |             | América de Cali        |
| Elkin Murillo       | 20.9.1977      |             | LDU Quito              |
| Edixon Perea        | 20.4.1984      |             | Atlético Nacional      |
| Edwin Congo         | 7.10.1976      |             | Levante UD             |

### Peru
Hlavní trenér:  Paulo Autuori
| Jméno             | Datum narození | Datum úmrtí | Klub                  |
| Brankáři          | Brankáři       | Brankáři    | Brankáři              |
| ----------------- | -------------- | ----------- | --------------------- |
| Óscar Ibáñez      | 8.8.1967       |             | Club Cienciano        |
| Erick Delgado     | 30.6.1982      |             | Club Sporting Cristal |
| Leao Butrón       | 4.6.1977       |             | Alianza Lima          |
| Obránci           |                |             |                       |
| Santiago Acasiete | 22.11.1977     |             | Club Cienciano        |
| Miguel Rebosio    | 20.10.1976     |             | Real Zaragoza         |
| Jorge Soto        | 27.10.1971     |             | Club Sporting Cristal |
| Martín Hidalgo    | 15.6.1976      |             | Alianza Lima          |
| Walter Vílchez    | 20.2.1982      |             | Alianza Lima          |
| Juan La Rosa      | 3.12.1980      |             | Club Cienciano        |
| Guillermo Salas   | 10.1.1978      |             | Alianza Lima          |
| Záložníci         |                |             |                       |
| Nolberto Solano   | 12.12.1974     |             | Aston Villa FC        |
| Juan Jayo         | 20.1.1973      |             | Alianza Lima          |
| Roberto Palacios  | 28.12.1972     |             | CA Morelia            |
| Aldo Olcese       | 23.10.1974     |             | Alianza Lima          |
| Pedro García      | 14.3.1974      |             | Alianza Lima          |
| Marko Ciurlizza   | 22.2.1978      |             | Alianza Lima          |
| Carlos Zegarra    | 2.3.1977       |             | Club Sporting Cristal |
| Julio García      | 16.6.1981      |             | Club Cienciano        |
| Útočníci          |                |             |                       |
| Flavio Maestri    | 21.1.1973      |             | EC Vitória            |
| Claudio Pizarro - | 3.10.1978      |             | FC Bayern Mnichov     |
| Andrés Mendoza    | 26.4.1978      |             | Club Brugge KV        |
| Jefferson Farfán  | 28.10.1984     |             | Alianza Lima          |

### Venezuela
Hlavní trenér:  Richard Páez
| Jméno              | Datum narození | Datum úmrtí | Klub                    |
| Brankáři           | Brankáři       | Brankáři    | Brankáři                |
| ------------------ | -------------- | ----------- | ----------------------- |
| Gilberto Angelucci | 7.8.1967       |             | CU Atlético Maracaibo   |
| Manuel Sanhouse    | 16.7.1975      |             | Deportivo Táchira FC    |
| Obránci            |                |             |                         |
| Luis Vallenilla    | 13.3.1974      |             | Caracas FC              |
| José Manuel Rey -  | 20.5.1975      |             | Caracas FC              |
| Jonay Hernández    | 15.11.1979     |             | Dundee FC               |
| Alejandro Cichero  | 20.4.1977      |             | Nacional Montevideo     |
| Leonel Vielma      | 30.8.1978      |             | Deportivo Táchira FC    |
| Jorge Rojas        | 10.1.1977      |             | Caracas FC              |
| Andrés Rouga       | 2.3.1982       |             | Caracas FC              |
| Záložníci          |                |             |                         |
| Miguel Mea Vitali  | 19.2.1981      |             | Caracas FC              |
| Ricardo Páez       | 9.2.1979       |             | Barcelona SC            |
| Leopoldo Jiménez   | 22.5.1978      |             | CU Atlético Maracaibo   |
| Juan Arango        | 17.5.1980      |             | Club Puebla             |
| Andreé González    | 30.6.1975      |             | Defensor Sporting       |
| Héctor González    | 11.4.1977      |             | CA Colón                |
| Pedro Depablos     | 2.1.1977       |             | Deportivo Táchira FC    |
| Útočníci           |                |             |                         |
| Daniel Noriega     | 30.3.1977      |             | Independiente Medellín  |
| Cristian Cásseres  | 29.6.1977      |             | CU Atlético Maracaibo   |
| Alexander Rondón   | 30.8.1977      |             | Deportivo Táchira FC    |
| Massimo Margiotta  | 27.7.1977      |             | L.R. Vicenza            |
| Wilfredo Moreno    | 19.4.1976      |             | ACCD Mineros de Guayana |
| Ruberth Morán      | 9.11.1973      |             | CU Atlético Maracaibo   |

## Skupina B

### Argentina
Hlavní trenér:  Marcelo Bielsa
| Jméno                 | Datum narození | Datum úmrtí | Klub                   |
| Brankáři              | Brankáři       | Brankáři    | Brankáři               |
| --------------------- | -------------- | ----------- | ---------------------- |
| Roberto Abbondanzieri | 19.8.1972      |             | CA Boca Juniors        |
| Pablo Cavallero       | 13.4.1974      |             | Celta de Vigo          |
| Obránci               |                |             |                        |
| Roberto Ayala -       | 14.4.1973      |             | Valencia CF            |
| Juan Pablo Sorín      | 5.5.1976       |             | Paris Saint-Germain FC |
| Facundo Quiroga       | 10.1.1978      |             | Sporting CP            |
| Gabriel Heinze        | 19.4.1978      |             | Paris Saint-Germain FC |
| Javier Zanetti        | 10.8.1973      |             | FC Inter Milán         |
| Diego Placente        | 24.4.1977      |             | Bayer 04 Leverkusen    |
| Clemente Rodríguez    | 31.7.1981      |             | CA Boca Juniors        |
| Leandro Fernández     | 30.1.1983      |             | CA Newell's Old Boys   |
| Mariano González      | 5.5.1981       |             | Racing Club            |
| Fabricio Coloccini    | 22.1.1982      |             | Villarreal CF          |
| Záložníci             |                |             |                        |
| Javier Mascherano     | 8.6.1984       |             | CA River Plate         |
| Andrés D'Alessandro   | 15.4.1981      |             | VfL Wolfsburg          |
| Lucho González        | 19.1.1981      |             | CA River Plate         |
| Kily González         | 7.8.1974       |             | FC Inter Milán         |
| César Delgado         | 18.8.1981      |             | Cruz Azul              |
| Nicolás Medina        | 17.2.1982      |             | CD Leganés             |
| Útočníci              |                |             |                        |
| Javier Saviola        | 11.12.1981     |             | FC Barcelona           |
| Luciano Figueroa      | 19.5.1981      |             | Cruz Azul              |
| Carlos Tévez          | 5.2.1984       |             | CA Boca Juniors        |
| Mauro Rosales         | 24.2.1981      |             | CA Newell's Old Boys   |

### Ekvádor
Hlavní trenér:  Hernán Darío Gómez
| Jméno              | Datum narození | Datum úmrtí | Klub           |
| Brankáři           | Brankáři       | Brankáři    | Brankáři       |
| ------------------ | -------------- | ----------- | -------------- |
| Jacinto Espinoza   | 24.11.1969     |             | LDU Quito      |
| Oswaldo Ibarra     | 8.9.1969       |             | CD El Nacional |
| Damián Lanza       | 10.4.1982      |             | CD Cuenca      |
| Obránci            |                |             |                |
| Jorge Guagua       | 28.9.1981      |             | CD El Nacional |
| Iván Hurtado       | 16.8.1974      |             | Real Murcia    |
| Ulises de la Cruz  | 8.2.1974       |             | Aston Villa FC |
| Paúl Ambrosi       | 14.10.1980     |             | LDU Quito      |
| Giovanny Espinoza  | 12.4.1977      |             | LDU Quito      |
| Néicer Reasco      | 23.7.1977      |             | LDU Quito      |
| Záložníci          |                |             |                |
| Alfonso Obregón    | 12.5.1972      |             | LDU Quito      |
| Álex Aguinaga -    | 9.7.1969       |             | LDU Quito      |
| Luis Saritama      | 20.10.1983     |             | SD Quito       |
| Marlon Ayoví       | 27.9.1971      |             | SD Quito       |
| Cléber Chalá       | 29.6.1971      |             | SD Quito       |
| Édison Méndez      | 16.3.1979      |             | CD Irapuato    |
| Edwin Tenorio      | 16.6.1976      |             | Barcelona SC   |
| Leonardo Soledispa | 15.1.1983      |             | Barcelona SC   |
| Útočníci           |                |             |                |
| Franklin Salas     | 30.8.1981      |             | LDU Quito      |
| Ebelio Ordóñez     | 3.11.1972      |             | CD El Nacional |
| Gustavo Figueroa   | 30.8.1978      |             | SD Aucas       |
| Agustín Delgado    | 23.12.1974     |             | SD Aucas       |
| Jhonny Baldeón     | 15.6.1981      |             | SD Quito       |

### Mexiko
Hlavní trenér:  Ricardo La Volpe
| Jméno              | Datum narození | Datum úmrtí | Klub                      |
| Brankáři           | Brankáři       | Brankáři    | Brankáři                  |
| ------------------ | -------------- | ----------- | ------------------------- |
| Oswaldo Sánchez    | 21.9.1973      |             | CD Guadalajara            |
| Óscar Pérez        | 1.2.1973       |             | Cruz Azul                 |
| Moisés Muñoz       | 1.2.1980       |             | CA Morelia                |
| Obránci            |                |             |                           |
| Claudio Suárez     | 17.12.1968     |             | Tigres UANL               |
| Omar Briceño       | 30.1.1978      |             | Tigres UANL               |
| Rafael Márquez -   | 13.2.1979      |             | FC Barcelona              |
| Duilio Davino      | 21.3.1976      |             | Club América              |
| David Oteo         | 27.7.1973      |             | Tigres UANL               |
| Mario Méndez       | 1.6.1979       |             | Deportivo Toluca FC       |
| Salvador Carmona   | 22.8.1975      |             | CD Guadalajara            |
| Ricardo Osorio     | 30.3.1980      |             | Cruz Azul                 |
| Héctor Altamirano  | 17.3.1977      |             | Santos Laguna             |
| Záložníci          |                |             |                           |
| Gerardo Torrado    | 30.4.1979      |             | Sevilla FC                |
| Octavio Valdez     | 7.12.1973      |             | CF Pachuca                |
| Pável Pardo        | 26.7.1976      |             | Club América              |
| Ramón Morales      | 10.10.1975     |             | CD Guadalajara            |
| Jaime Lozano       | 29.9.1979      |             | Club Universidad Nacional |
| Jesús Arellano     | 8.5.1973       |             | CF Monterrey              |
| Útočníci           |                |             |                           |
| Jared Borgetti     | 14.8.1973      |             | Santos Laguna             |
| Adolfo Bautista    | 15.5.1979      |             | CD Guadalajara            |
| Daniel Osorno      | 16.3.1979      |             | CF Monterrey              |
| Francisco Palencia | 28.4.1973      |             | CD Guadalajara            |

### Uruguay
Hlavní trenér:  Jorge Fossati
| Jméno               | Datum narození | Datum úmrtí | Klub                  |
| Brankáři            | Brankáři       | Brankáři    | Brankáři              |
| ------------------- | -------------- | ----------- | --------------------- |
| Sebastián Viera     | 3.7.1983       |             | Nacional Montevideo   |
| Luis Barbat         | 17.6.1968      |             | Danubio FC            |
| Obránci             |                |             |                       |
| Joe Bizera          | 17.5.1980      |             | CA Peñarol            |
| Darío Rodríguez     | 17.9.1974      |             | FC Schalke 04         |
| Paolo Montero -     | 3.9.1971       |             | Juventus FC           |
| Guillermo Rodríguez | 21.3.1984      |             | Danubio FC            |
| Carlos Diogo        | 18.7.1983      |             | CA Peñarol            |
| Záložníci           |                |             |                       |
| Marcelo Sosa        | 6.2.1978       |             | FK Spartak Moskva     |
| Alejandro Lago      | 28.6.1979      |             | Centro Atlético Fénix |
| Gustavo Varela      | 14.5.1978      |             | FC Schalke 04         |
| Omar Pouso          | 28.2.1980      |             | Danubio FC            |
| Juan Martín Parodi  | 22.9.1974      |             | Panionios GSS         |
| Cristian Rodríguez  | 30.9.1985      |             | CA Peñarol            |
| Fabián Estoyanoff   | 27.9.1982      |             | Centro Atlético Fénix |
| Diego Pérez         | 18.5.1980      |             | CA Peñarol            |
| Javier Delgado      | 8.7.1975       |             | FK Saturn Ramenskoje  |
| Jorge Martínez      | 5.4.1983       |             | Montevideo Wanderers  |
| Útočníci            |                |             |                       |
| Darío Silva         | 2.9.1972       |             | Sevilla FC            |
| Richard Morales     | 21.2.1975      |             | CA Osasuna            |
| Carlos Bueno        | 10.5.1980      |             | CA Peñarol            |
| Diego Forlán        | 19.5.1979      |             | Manchester United FC  |
| Vicente Sánchez     | 7.12.1979      |             | Deportivo Toluca FC   |

## Skupina C

### Brazílie
Hlavní trenér:  Carlos Alberto Parreira
| Jméno            | Datum narození | Datum úmrtí | Klub                          |
| Brankáři         | Brankáři       | Brankáři    | Brankáři                      |
| ---------------- | -------------- | ----------- | ----------------------------- |
| Júlio César      | 3.9.1979       |             | CR Flamengo                   |
| Fábio            | 17.6.1968      |             | CR Vasco da Gama              |
| Obránci          |                |             |                               |
| Mancini          | 8.1.1980       |             | AS Řím                        |
| Luisão           | 13.2.1981      |             | Benfica Lisabon               |
| Juan             | 1.2.1979       |             | Bayer 04 Leverkusen           |
| Gustavo Nery     | 22.7.1977      |             | São Paulo FC                  |
| Maicon           | 26.7.1981      |             | Cruzeiro Esporte Clube        |
| Marcelo Bordon   | 7.1.1976       |             | VfB Stuttgart                 |
| Cris             | 3.6.1977       |             | Cruzeiro Esporte Clube        |
| Adriano Correia  | 26.10.1984     |             | Coritiba Foot Ball Club       |
| Záložníci        |                |             |                               |
| Renato           | 15.5.1979      |             | Santos FC                     |
| Kléberson        | 19.6.1979      |             | Manchester United FC          |
| Alex -           | 14.9.1977      |             | Cruzeiro Esporte Clube        |
| Edu              | 16.5.1978      |             | Arsenal FC                    |
| Dudu Cearense    | 15.4.1983      |             | Kašiwa Reysol                 |
| Júlio Baptista   | 1.10.1981      |             | Sevilla FC                    |
| Diego            | 28.2.1985      |             | Santos FC                     |
| Felipe           | 2.9.1977       |             | CR Flamengo                   |
| Útočníci         |                |             |                               |
| Adriano          | 17.2.1982      |             | FC Inter Milán                |
| Luís Fabiano     | 8.11.1980      |             | São Paulo FC                  |
| Ricardo Oliveira | 6.5.1980       |             | Valencia CF                   |
| Vágner Love      | 11.6.1984      |             | Sociedade Esportiva Palmeiras |

### Chile
Hlavní trenér:  Juvenal Olmos
| Jméno               | Datum narození | Datum úmrtí | Klub                         |
| Brankáři            | Brankáři       | Brankáři    | Brankáři                     |
| ------------------- | -------------- | ----------- | ---------------------------- |
| Claudio Bravo       | 13.4.1983      |             | Colo-Colo                    |
| Alex Varas          | 26.3.1976      |             | Santiago Wanderers           |
| Obránci             |                |             |                              |
| Cristián Álvarez    | 20.1.1980      |             | CD Universidad Católica      |
| Luis Fuentes        | 14.8.1971      |             | CD Cobreloa                  |
| Rodrigo Pérez       | 19.8.1973      |             | CD Cobreloa                  |
| Miguel Ramírez -    | 11.6.1970      |             | Colo-Colo                    |
| Ismael Fuentes      | 4.8.1981       |             | CS de Deportes Rangers       |
| Rafael Olarra       | 26.5.1978      |             | CA Independiente             |
| Záložníci           |                |             |                              |
| Clarence Acuña      | 8.2.1975       |             | Rosario Central              |
| Rodrigo Valenzuela  | 22.11.1975     |             | Atlas FC                     |
| Rodrigo Millar      | 3.11.1981      |             | CD Huachipato                |
| Luis Jiménez        | 17.6.1984      |             | Ternana Calcio               |
| Mark González       | 10.5.1984      |             | CD Universidad Católica      |
| Moisés Villarroel   | 12.2.1976      |             | Colo-Colo                    |
| Jonathan Cisternas  | 16.6.1980      |             | CD Cobreloa                  |
| Milovan Mirošević   | 20.6.1980      |             | Racing Club                  |
| Rodrigo Meléndez    | 3.10.1977      |             | Quilmes AC                   |
| Mauricio Aros       | 9.3.1976       |             | CD Huachipato                |
| Luis Pedro Figueroa | 14.5.1983      |             | CD Universidad de Concepción |
| Útočníci            |                |             |                              |
| Sebastián González  | 14.12.1978     |             | Atlante FC                   |
| Héctor Mancilla     | 12.11.1980     |             | CD Huachipato                |
| Patricio Galaz      | 31.12.1976     |             | CD Cobreloa                  |

### Kostarika
Hlavní trenér:  Jorge Luis Pinto
| Jméno             | Datum narození | Datum úmrtí | Klub                 |
| Brankáři          | Brankáři       | Brankáři    | Brankáři             |
| ----------------- | -------------- | ----------- | -------------------- |
| Víctor Bolívar    | 3.9.1983       |             | AD Municipal Liberia |
| José Porras       | 8.11.1970      |             | Deportivo Saprissa   |
| Ricardo González  | 6.3.1974       |             | LD Alajuelense       |
| Obránci           |                |             |                      |
| Michael Umaña     | 16.7.1982      |             | CS Herediano         |
| Luis Marín -      | 10.8.1974      |             | LD Alajuelense       |
| Alexander Castro  | 14.2.1979      |             | LD Alajuelense       |
| Leonardo González | 21.11.1980     |             | CS Herediano         |
| Júnior Díaz       | 12.10.1983     |             | CS Herediano         |
| Try Bennett       | 5.8.1975       |             | Deportivo Saprissa   |
| Mauricio Wright   | 20.12.1970     |             | CS Herediano         |
| Douglas Sequeira  | 23.8.1977      |             | Deportivo Saprissa   |
| Záložníci         |                |             |                      |
| Cristian Oviedo   | 25.8.1978      |             | CS Herediano         |
| Alonso Solís      | 14.10.1978     |             | Deportivo Saprissa   |
| Danny Fonseca     | 7.11.1979      |             | CS Cartaginés        |
| Walter Centeno    | 6.10.1974      |             | Deportivo Saprissa   |
| Carlos Hernández  | 9.4.1982       |             | LD Alajuelense       |
| Cristian Badilla  | 11.7.1978      |             | CS Herediano         |
| Steven Bryce      | 16.8.1977      |             | LD Alajuelense       |
| Útočníci          |                |             |                      |
| Whayne Wilson     | 7.9.1975       |             | AD Ramonense         |
| Álvaro Saborío    | 25.3.1982      |             | Deportivo Saprissa   |
| Rónald Gómez      | 24.1.1975      |             | CD Irapuato          |
| Andy Herron       | 2.3.1978       |             | CS Herediano         |

### Paraguay
Hlavní trenér:  Carlos Jara Saguier
| Jméno               | Datum narození | Datum úmrtí | Klub                      |
| Brankáři            | Brankáři       | Brankáři    | Brankáři                  |
| ------------------- | -------------- | ----------- | ------------------------- |
| Justo Villar        | 30.6.1977      |             | Club Libertad             |
| Diego Barreto       | 16.7.1981      |             | Cerro Porteño             |
| Obránci             |                |             |                           |
| Emilio Martínez     | 10.4.1981      |             | Club Libertad             |
| Julio Manzur        | 22.6.1981      |             | Club Guaraní              |
| Carlos Gamarra -    | 17.2.1971      |             | FC Inter Milán            |
| José Devaca         | 18.9.1982      |             | Cerro Porteño             |
| Pedro Benítez       | 23.3.1981      |             | Cerro Porteño             |
| David Villalba      | 13.4.1982      |             | Club Olimpia              |
| Celso Esquivel      | 20.3.1981      |             | CA San Lorenzo de Almagro |
| Derlis González     | 25.5.1978      |             | 12 de Octubre FC          |
| Záložníci           |                |             |                           |
| Jorge Brítez        | 2.8.1981       |             | Moreirense FC             |
| Édgar Barreto       | 15.7.1984      |             | NEC Nijmegen              |
| Diego Figueredo     | 28.4.1982      |             | Real Valladolid           |
| Carlos Paredes      | 16.7.1976      |             | Reggina 1914              |
| Ernesto Cristaldo   | 16.3.1984      |             | Cerro Porteño             |
| Julio dos Santos    | 7.5.1983       |             | Cerro Porteño             |
| Aureliano Torres    | 16.6.1982      |             | Club Guaraní              |
| Útočníci            |                |             |                           |
| Dante López         | 16.8.1983      |             | Córdoba CF                |
| Fredy Bareiro       | 27.3.1982      |             | Club Libertad             |
| Julio González      | 26.8.1981      |             | Club Nacional             |
| Nelson Haedo Valdez | 28.11.1983     |             | Werder Brémy              |
| Fabio Escobar       | 15.2.1982      |             | Club Nacional             |